# Керчов, Александар
Александар Керчов (серб. Александар Керчов / Aleksandar Kerčov; 29 ноября 1940, Белград) — сербский югославский гребец-байдарочник, выступал за сборную Югославии в первой половине 1960-х годов. Участник двух летних Олимпийских игр, участник многих международных регат, многократный победитель регат национального значения.

## Биография
Александар Керчов родился 29 ноября 1940 года в Белграде, Югославия.
Первого серьёзного успеха на взрослом международном уровне добился в сезоне 1960 года, когда попал в основной состав югославской национальной сборной и благодаря череде удачных выступлений удостоился права защищать честь страны на летних Олимпийских играх в Риме. Стартовал здесь в зачёте одиночных байдарок на дистанции 1000 метров — не смог напрямую попасть в полуфинал, заняв на предварительном квалификационном этапе четвёртое место, однако через утешительный дополнительный заезд, где финишировал вторым, всё же пробился в полуфинальную стадию. В полуфинале, тем не менее, показал лишь пятый результат, проиграв финишировавшему первым датчанину Эрику Хансену почти 13 секунд.
После римской Олимпиады Керчов остался в основном составе гребной команды Югославии и продолжил принимать участие в крупнейших международных регатах. В частности, будучи одним из лидеров сборной, он благополучно прошёл отбор на Олимпийские игры 1964 года в Токио. Выступал в составе четырёхместного экипажа на километровой дистанции совместно с Драганом Десанчичем, Владимиром Игнятиевичем и Станишей Радмановичем — их четвёрка финишировала третьей в стартовом заезде и тем самым сразу пробилась в полуфинал. В полуфинальной стадии югославы показали второй результат, уступив лишь экипажу из Румынии, тогда как в решающем финальном заезде стали предпоследними восьмыми, отстав от победившей команды СССР более чем на пять секунд. Также Керчов с Радмановичем должны были выступить в двойках на тысяче метрах, но по неизвестной причине не вышли на старт.